# Cd1b
CD1b patří mezi transmembránové glykoproteiny rodiny CD1. CD1 molekuly jsou exprimovány na povrchu mnoha různých buněk prezentujících antigen. Tato skupina glykoproteinů vystavuje na svém povrchu antigeny na bázi lipidů a prezentuje je specializovaným αβT lymfocytům. CD1 jsou strukturně příbuzné hlavnímu histokompatibilnímu komplexu, řadí se mezi neklasické MHC. Lokus pro skupinu lidských CD1 je lokalizován na chromozomu 1 a sestává z pěti nepolymorfních genů (CD1a, CD1b, CD1c, CD1d a CD1e).

## Struktura a funkce
Konstrukce CD1b molekul má jedinečné uspořádání. To je odlišuje od ostatních molekul z rodiny CD1 a poskytuje jim možnost navázat rozmanité spektrum lipidových antigenů s různou délkou alkylového řetězce. Podobně jako ostatní CD1 molekuly a klasické MHC I molekuly, CD1b se skládají z na membránu vázaného glykoproteinu a tří extracelulárních domén (α1, α2, α3). Extracelulární části molekuly jsou připojeny nekovalentní vazbou na β2 mikroglobulin. Celá tato struktura vytváří úzkou hydrofobní vazebnou štěrbinu, jejíž součástí jsou čtyři vzájemně propojené kanály. Antigeny jsou v hydrofobní štěrbině zachyceny svými alkylovými řetězci a jejich polární část vyčnívá ven. Takto mohou být prezentovány specializovaným T buňkám. Receptory T buněk využívají své α a β řetězce jako pinzetu, pomocí které sevřou hydrofilní část antigenu a vytvoří tak specifickou vazbu. Vazebná drážka CD1b molekuly je největší z celé rodiny CD1. Vzhledem k tomu, že bakteriální lipidy mívají delší alkylové řetězce než endogenní lipidy vypadá to, že CD1b je specializovaná především na prezentaci exogenních (bakteriálních) lipidů.